# Perschitzkopf
Perschitzkopf – szczyt w grupie Schobergruppe, w Wysokich Taurach w Alpach Wschodnich. Leży w Austrii, we Wschodnim Tyrolu. Leży na północny wschód od Glödis i na południowy zachód od Kruckelkopf.